# Sulcoretusa carpenteri
Sulcoretusa carpenteri is een slakkensoort uit de familie van de Retusidae. De wetenschappelijke naam van de soort is voor het eerst geldig gepubliceerd in 1859 door Hanley.